# Myth: History in the Making
| Összegzőoldal | Értékelés |
| ------------- | --------- |
| Moby Score    | 7,2       |

| Szerző                   | Értékelés   |
| ------------------------ | ----------- |
| ACE                      | 93% (C=64)  |
| Aktueller Software Markt | 83% (CD32)  |
| Amiga Action             | 96% (Amiga) |
| Amstrad Action           | 94% (CPC)   |
| Your Sinclair            | 95% (ZX)    |
| Zzap!64                  | 94% (C=64)  |

| Szerző         | Díj         |
| -------------- | ----------- |
| Crash          | Crash Smash |
| Sinclair User  | SU Classic  |
| Amstrad Action | Mastergame  |

A Myth: History in the Making (magyarul: Mítosz: Egy történet a Teremtésben) egy a brit System 3 által Commodore 64, Amiga, Amiga CD32, Amstrad CPC, ZX Spectrum platformokra kiadott platformjáték. Conan: The Mysteries of Time néven létezik egy 1991-ben kiadott és nem túl jól sikerült NES változata is. Atari ST platformra is bejelentették az átiratát, de egy előzetes változaton túl végleges kiadásra sosem került.

## Alaptörténet
A 8-bites C=64, CPC és Spectrum változatokban a játékos egy 20. századi fazonú tinédzser fiút alakít, aki egy napon belezuhan a téridő continuum egy hasadásába és hirtelen a "legendák korában" találja magát. Egy főpapnő megmenti éf közli vele, hogy a világuk harban áll Dameronnal, az idők sötét angyalával, akit el kell pusztítani. Ha ebben sikerrel jár, visszaküldik a saját idejébe.
A 16-bites Amiga verzióban azonban a főszereplő Ankalagan, egy titokzatos harcos, aki Kr.u. 63-ban él és a Stonehenge misztikus erejét használja időutazásra és a Gonosz elleni harcra történelmi korokon át. Némi grafikai módosításokon túl a történet többi része ugyanaz.

## Játékmenet
Különféle mitológiai helyszíneken zajlik a játék Hádész birodalmától, egy ókori egyiptomi piramison át a Valhalláig. Platformokon ugrálva, különböző fegyvereket forgatva kell legyőzni számos ellenséget és főszörnyet (pl. Gorgók, Thor, Hüdra stb.), de a játék legelején csak két puszta ököl áll rendelkezésre a küzdelmekhez. A pálya további részein lehet találni kardokat, puskákat, csatabárdokat, melyekkel hatékonyabban lehet pusztítani a minden irányból a játékos ellen törő ellenségeket. A csontvázak és zombik legyőzhetők ököllel, de a többihez (szellemek, múmiák, vikingek stb.) már fegyver fog kelleni mindenképp.
A játék azonban nem csak a nyers erőről szól, hiszen rejtvényeket, telálós kérdéseket is meg kell oldani a továbbjutáshoz. Meg kell találni öt titokzatos gömböt és legyőzni az azokat őrző vízköpőket, ezek segíteni fognak Dameron legyőzésében. Dobozok, ládikák rejtenek különféle eszközöket, melyeket a játék későbbi részében lehet felhasználni.

## Fogadtatás
A ZX Spectrum verziót a Your Sinclair magazin olvasói, annak 1993 szeptemberi utolsó számában, "Minden idők 100 legjobb játéka" közé választották 12. helyezéssel.
A ZZap!64 magazin 1989 decemberi számában így ír a játékról: "Titánok összecsapása még sosem volt ilyen jó!!!!"
Az Amstrad Action teljesnek érzi a játékot, aprólékosan kidolgozottnak és kihívónak, olyannak, amilyent játékosok készítettek játékosoknak.